# Mysidopsis gibbosa
Mysidopsis gibbosa är en kräftdjursart som beskrevs av Georg Ossian Sars 1864. Mysidopsis gibbosa ingår i släktet Mysidopsis och familjen Mysidae. Arten är reproducerande i Sverige. Inga underarter finns listade i Catalogue of Life.